# Parque Nacional das Tablas de Daimiel
O Parque Nacional das Tablas de Daimiel é uma área protegida da Espanha, situado nos municípios de Daimiel e Villarrubia de los Ojos da província de Cidade Real, comunidade autónoma de Castela-Mancha. Foi criado em 1973 para proteger a zona úmida das Tablas de Daimiel, situada na confluência do rio rio Guadiana com o seu afluente Cigüela. Além de parque nacional, é também uma zona de proteção especial (ZPE) de aves e faz parte da reserva da biosfera da Mancha Húmida. Em 2017 foram registados 170 098 visitantes no parque e em 2010 registaram-se 398 742 visitantes.
As Tablas constituem uma dos últimos exemplos dum ecossistema denominado em castelhano tablas fluviales (lit: "tábuas ou mesas fluviais"), que se formam quando os rios transbordam dos seus leitos médios, devido a fenómenos semiendorreicos e à ausência de declives, e é um dos ecossistemas aquáticos mais importantes da Península Ibérica devido à grande variedade e qualidade da fauna e flora que nele habitam, bem como para a importância que tem para as aves migratórias. É o único ecossistema do seu género na Europa, com características similares aos do delta do Okavango, em África e ao Xatalárabe (a confluência do Tigre e Eufrates), no Médio Oriente.

## História e características
Em 1325 o infante João Manuel de Castela, no seu livro Livro da caça, descreve as Tablas de Daimiel como um local apropriado para a prática da caça, pertencente à Ordem de Calatrava. Séculos depois, em 1575, a área é mencionada nas “Relações Topográficas”, uma extensa obra estatística mandada redigir pelo rei Filipe II, que ficou de tal forma impressionado que ordenou que mandou "fosse ser muito bem guardada". As Tablas de Daimiel, bem como outras zonas inundáveis da zona envolvente, têm uma longa tradição como zona de caça de aves aquáticas e ganharam grande fama em meados do século XIX, conforme foi divulgado por Francisco Marti de Veses, impulsionador da Sociedade de Caçadores. Há registo do general Prim e o rei Afonso XII terem lá caçado, respetivamente em 1870 e 1875.
Em 1956 foi promulgada a "Lei de Dessecação das Margens do Gigüela, Záncara e Guadiana", que estve em vigor até 1973, data em que foi criado o parque nacional. Durante todo esse tempo, foram construídos canais e drenados vários hectares de zonas húmidas. A dessecação das zonas húmidas nas margens dos rios trouxe a ameaça da dessecação definitiva de várias zonas húmidas, como os Olhos do Guadiana ou até as próprias Tablas. O plano previsto pela lei teve a oposição da União Internacional para a Conservação da Natureza, que classificou as Tablas como zona húmida preferencial em 1963. Foi na década de 1960 que se iniciaram os piores tempos para as Tablas, com a aceleração de dessecação, da canalização dos rio da Mancha e, no início dos anos 1970 a grande extensão desordenada de regadios esgota os recursos hídricos do subsolo. Em poucos anos o Guadiana secou completamente, provocando um enorme desastre ecológico e geológico de graves consequências. A turfa começou a arder, quer de forma espontânea quer induzida por incêndios em terrenos vizinhos, produzindo vapores que saem através de fendas no solo.
O parque foi criado para proteger a área e parar a sua dessecação e em 1980 uma zona foi declarada reserva integral de aves aquáticas. A estas classificações seguiram-se sucessivamente, na década de 1980, as de reserva da biosfera (pelo Programa sobre o homem e a biosfera; MaB; por fazer parte da Mancha Húmida) , área húmida de imprtância internacional pela Convenção de Ramsar e zona de proteção especial para aves (ZPE).

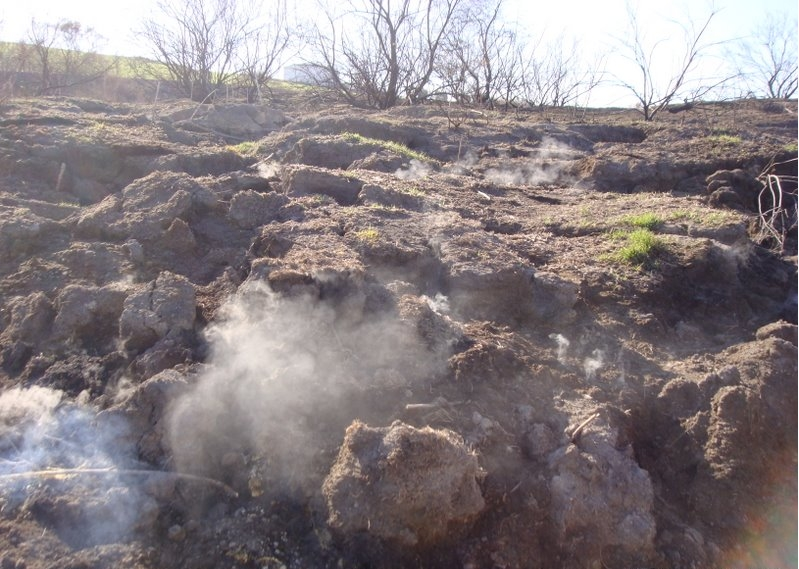
Fumo produzido por turfa a arder no subsolo em 2009

Entretanto, a sobrevivência da área do parque está em risco devido à sobre-exploração dos aquíferos. Essa degradação levou a que a UNESCO tivesse aberto um processos contra a Espanha em 2007, na sequência de denúncias apresentadas pelas organizações ambientalistas Ecologistas em Ação, Greenpeace, SEO/BirdLife e WWF, tendo tornado público que havia a possibilidade de retirar a classificação de reserva da biosfera. Na base desse processo estava o alto nível de degradação da reserva da biosfera da Mancha Húmida em geral e das Tablas de Daimiel em particular, o qual implicava a perda dos valores que tinham qualificado a área com a classificação de reserva da biosfera. Em 2009 a Comissão Europeia também abriu processo contra a Espanha em 2009 devido ao mau estado ambiental das Tablas.
Em finais de 2009 os incêndios de turfa somaram-se à dessecação, provocando uma situação crítica, pois a degradação da capa de turfa pode comprometer a impermeabilização do solo que origina as lagoas (ou tablas). As medidas adoptadas para controlar os incêndios revelaram-se insuficientes, o que levou a que fosse aprovado um transvase do rio Tejo. As águas do Tejo chegaram ao parque natural ao mesmo tempo que caíram chuvas muito abundantes que tornaram desnecessário continuar com o transvase e nos primeiros meses de 2010 toda a área inundável do parque se encheu de água, sufocando naturalmente os incêndios de turfa. Após isso, as condições hídricas recuperaram notavelmente e o nível do aquífero subiu mais de 20 metros, devido ao fim da forte seca e às medidas que haviam sido adotadas antes para controlar a sobre-rexploração do aquífero, entre elas o controlo das extracções feitas pelos agricultores e a aquisição de terreno agrícolas em redor do parque natural, para entre outras coisas, adquirir os correspondentes direitos de extracção de água. Tudo isso possibilitou que em 2014 a situação tivesse melhorado significativamente e estivesse num processo de franca recuperação. Por essa altura, a área do parque foi ampliada e o governo espanhol anunciou que estava a trabalhar no sentido de a aumentar ainda mais.

### O Guadiana-Azuer

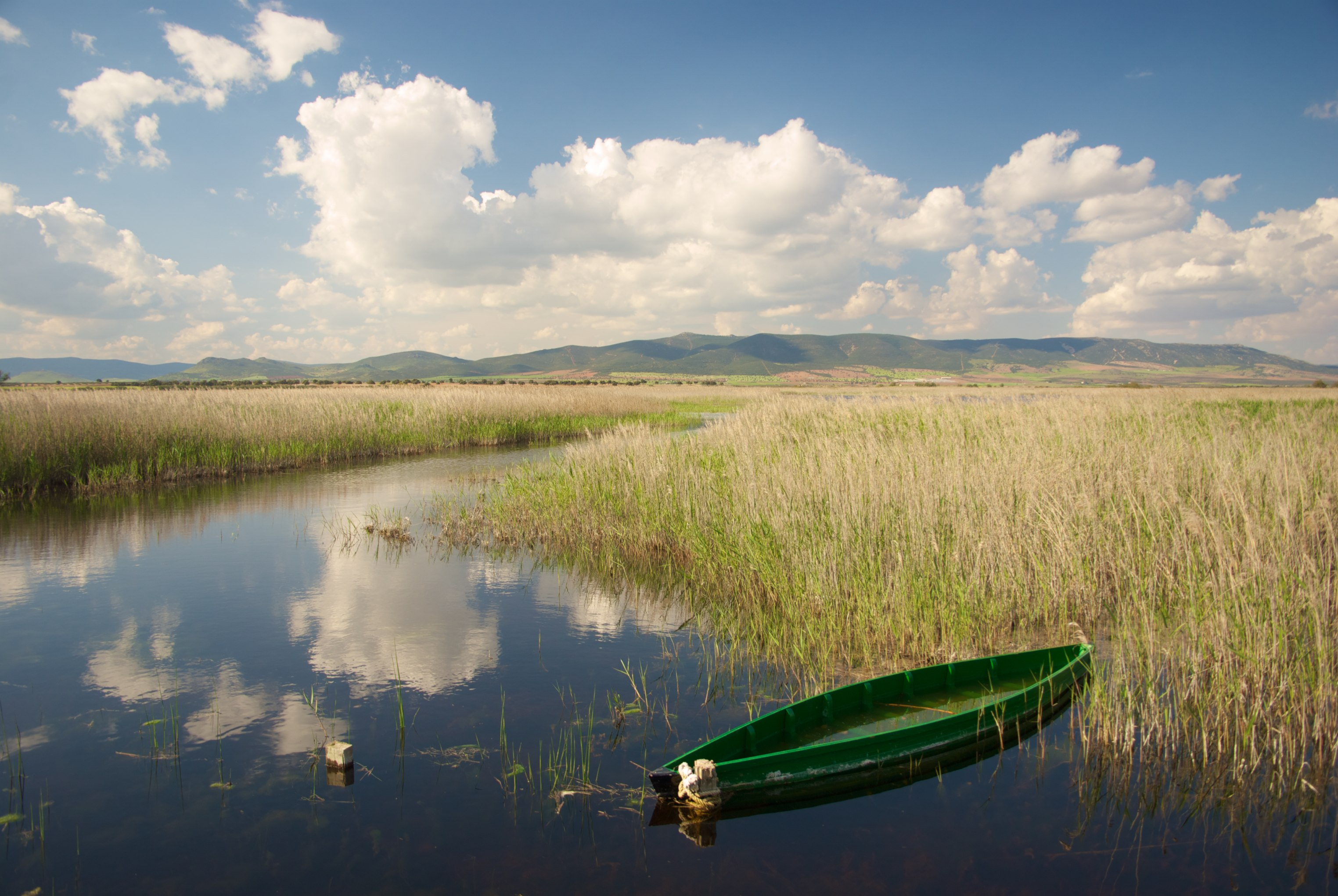
As Tablas na primavera de 2010, após um inverno muito chuvoso

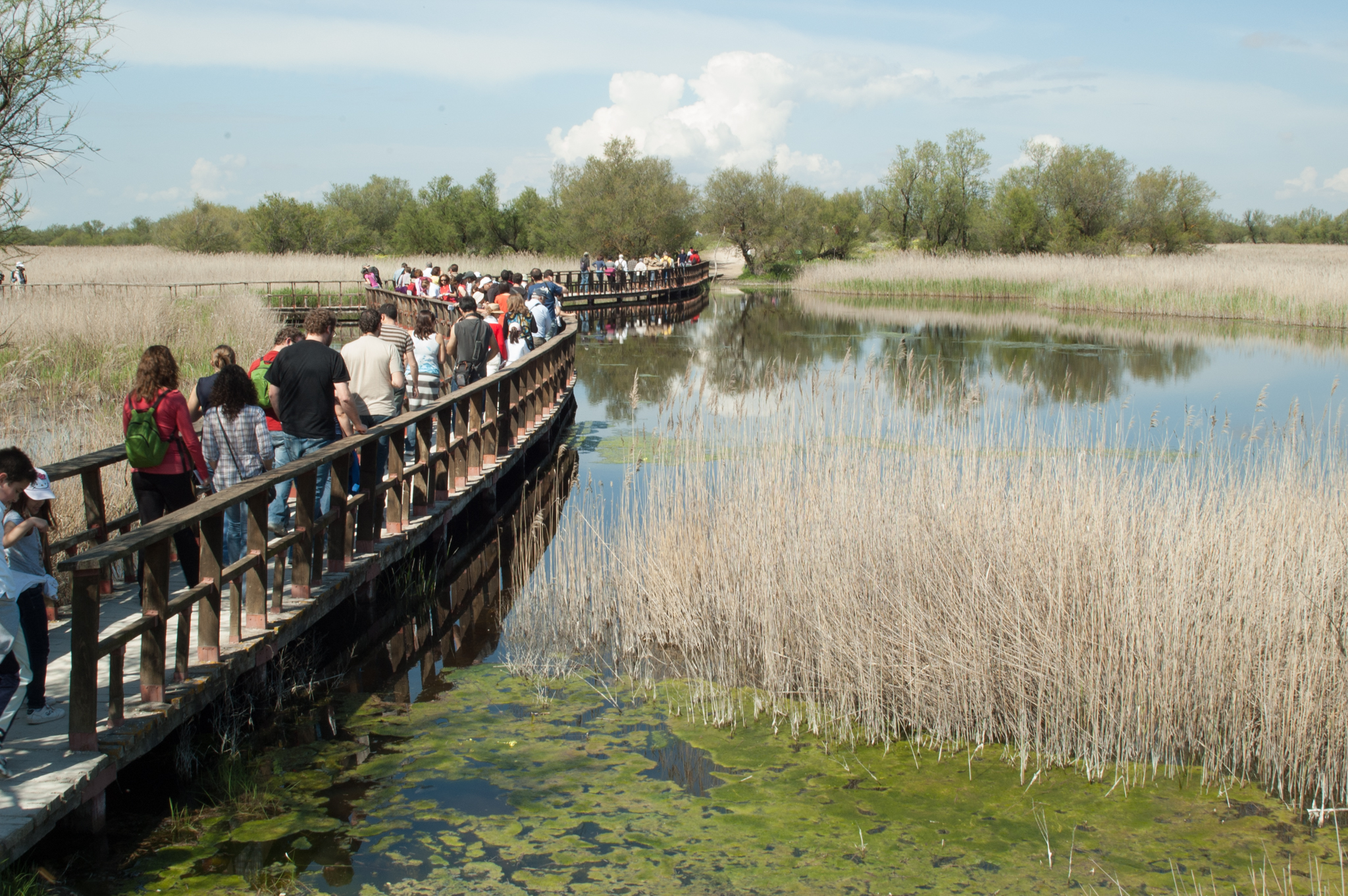
Visitantes do parque na primavera de 2010

No seu estado original e inalterado pelo homem, grande parte dos aportes hídricos a las Tablas eram provenientes do rio Guadiana, que na realidade a soma de duas correntes: as do rio Azuer (o primeiro afluente do Guadiana pela margem esquerda) e as procedentes dos afloramento dos chamados Olhos do Guadiana, situados 15 km a leste do parque. Estes afloramentos eram mananciais muito caudalosos de água doce através dos quais o aquífero 23 descarregava para a rede fluvial naqueles lugares onde o nível freático cortava o terreno. Há numerosos afloramento ou "olhos", situados num trecho de aproximadamente 5 km no vale da chamada Canada do Lenceiro, desde o cruzamento com a estrada N-430 até 1 km a jusante do moinho de Zuacorta, com um caudal conjunto de 8 a 9  m³/s, constante ao longo de todo o ano, já que era de procedência subterrânea e não fluvial.
Após as obras de canalização do Guadiana a jusante do parque, o nível do aquífero 23 desceu signficativamente em poucos anos — cerca de 5 metros em três anos — originando o desaparecimento das várias lagoas de origem freático que havia nas vizinhanças das Tablas. Quase simultaneamente, a proliferação brutal dos regadios alimentados pelo aquífero diminuiu os recursos hídricos a tal ponto que no verão de 1982 os Olhos pararam de correr. Voltaram a ter água depois, mas em 1984 estavam definitivamente secos, dando início a um desastre ecológico e geológico de graves consequências.[carece de fontes?] A turfa que existia no leito, gerada ao longo de milhares de anos em condições anaeróbicas debaixo de água, começou a arder quando secou, de forma espontânea ou induzida por incêndios em terrenos adjacentes.
A outra contribuição para o caudal do Guadiana, o Azuer, tornou-se a única em 1984 e as Tablas começaram a receber ainda menos água. O caudal do Azuer varia muito sazonalmente — é propenso a cheias significativas e secas prolongadas durante as quais chega a parar de correr — pelo que não é suficiente para manter por si só a área alagada do parque, que se foi reduzindo ano após ano. O desaparecimento total do sistema fluvial que mantinha o parque em condições precárias de água ocorreu alguns anos depois, após a construção da barragem de Puerto de Vallehermoso no rio Azuer, situada no município de Alhambra, concluída em 1988 e destinada principalmente ao abastecimento das povoações próximas, mas também a regadio. A gestão desta barragem, orientada para manter  o nível mais alto possível de água no reservatório, a par dos anos subsequentes de seca e a proliferação de captações ilegais de água nas vizinhanças, fizeram com que o caudal do Azuer fosse quase completamente retido na barragem, ao ponto de não chegar água do Azuer às Tablas entre 1988 e 2010, quando se verificou uma enorme cheia em 23 de fevereiro daquele ano. Durante os 22 anos em que não chegou água do Azuer ao parque, o abastecimento hídrico dependeu exclusivamente do outro afluente do Guadiana, o rio Cigüela.[carece de fontes?]

### O Cigüela
O rio Cigüela (ou Gigüela) é o outro grande aporte de água às Tablas. É um rio de água salobra, de acentuada sazonalidade, que recebe água de numerosos afluentes a montante das Tablas, entre os municípios de Herencia e Socuéllamos. Entre esses afluentes destacam-se o Riánsares, o Záncara, o Córcoles, o Amarguilho e o Canal do Guadiana (que desagua na albufeira de Peñarroya, no município de Argamasilla de Alba).[carece de fontes?]

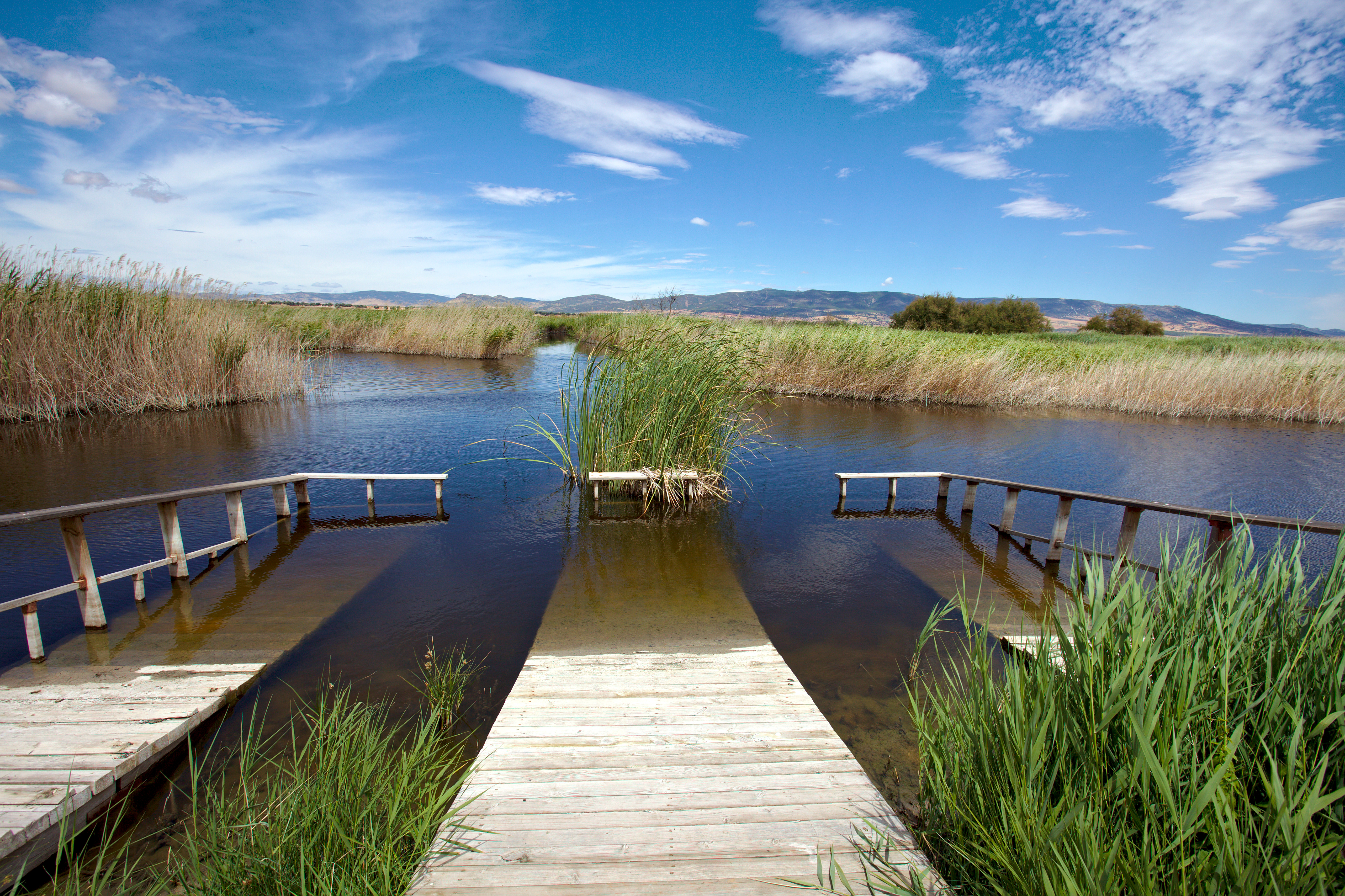
Cais semissubmerso em julho de 2014

Nas condições naturais originais, esses afluentes não têm leitos definidos a uni-los com o Cigüela, mas sim uma vasta planície aluvial que nas épocas de chuvas abundantes era inundada e por onde as águas corriam procurando o declive natural. A ação humana modificou esta área, tendo sido escavados numerosos leitos artificiais, canais e valas. No entanto, a interação entre a água do rio e a água subterrânea do aquífero 23 continuou a ser muito importante; dependendo da altura relativa entre o leito do rio e o lençol freático, havia zonas de infiltração (nas quais a água passava do leito do rio para o subsolo) e outras onde os aquíferos transbordavam para o próprio leito do rio, aumentando o seu caudal. Com o rebaixamento do nível freático do aquífero 23, sobre o qual se situa o curso inferior do Cigüela, a maioria desses afluentes ficou bastante acima do nível freático e, como correm sobre terrenos porosos, todo o seu fluxo se perde no subsolo, e só em épocas de chuvas fortes o seu caudal chega ao Cigüela.[carece de fontes?]
Todo o troço de Cigüela a montante das Tablas foi abrangido pela "Lei de Dessecação das Margens do Gigüela, Záncara e Guadiana", promulgada em 1956, pelo que foi canalizado e retificado a uma profundidade de 2 a 3 metros abaixo do seu nível natural, derrubando excelente arvoredo que crescia nas suas civancas, para facilitar o uso agrícola da sua ampla planície aluvial. Desta forma, a paisagem foi completamente substituída por terras agrícolas, deixando as margens do rio desoladas à medida que o nível da água e os recursos hídricos baixavam, destruindo gradualmente a sua fauna e flora.
Além disso, parte das águas do Cigüela é frequentemente desviada do seu leito para criar lagoas artificiais na parte superior de seu curso. Com o intuito de atrair aves migratórias por todos os métodos possíveis, parcelas particulares dedicadas à caça são inundadas subtraindo água ao rio, nomeadamente através de furos dissimulados com caniçais nas margens. Isso faz com que apenas uma parte do caudal do Cigüela a montante chegue ao parque. Entre 1988 e 2010, o Cigüela foi o único aporte hídrico natural das Tablas, que ficaram à mercê da sazonalidade do seu único afluente que continuou a ser um rio funcional e que também foi usado como via natural para os três transvases de emergência provenientes do transvase Tejo-Segura, feitos com o objetivo de manter um nível mínimo de alagamento no parque. Ao longo de 2009 a construção do transvase do Tejo para a planície manchega modificou o regime natural do rio com a construção de uma barragem de regulação desse transvase na bacia do rio Valdejudíos (afluente do Cigüela), no município de Campos del Paraíso, que retém parte do caudal que naturalmente chegaria ao Cigüela.[carece de fontes?]

## Património biológico

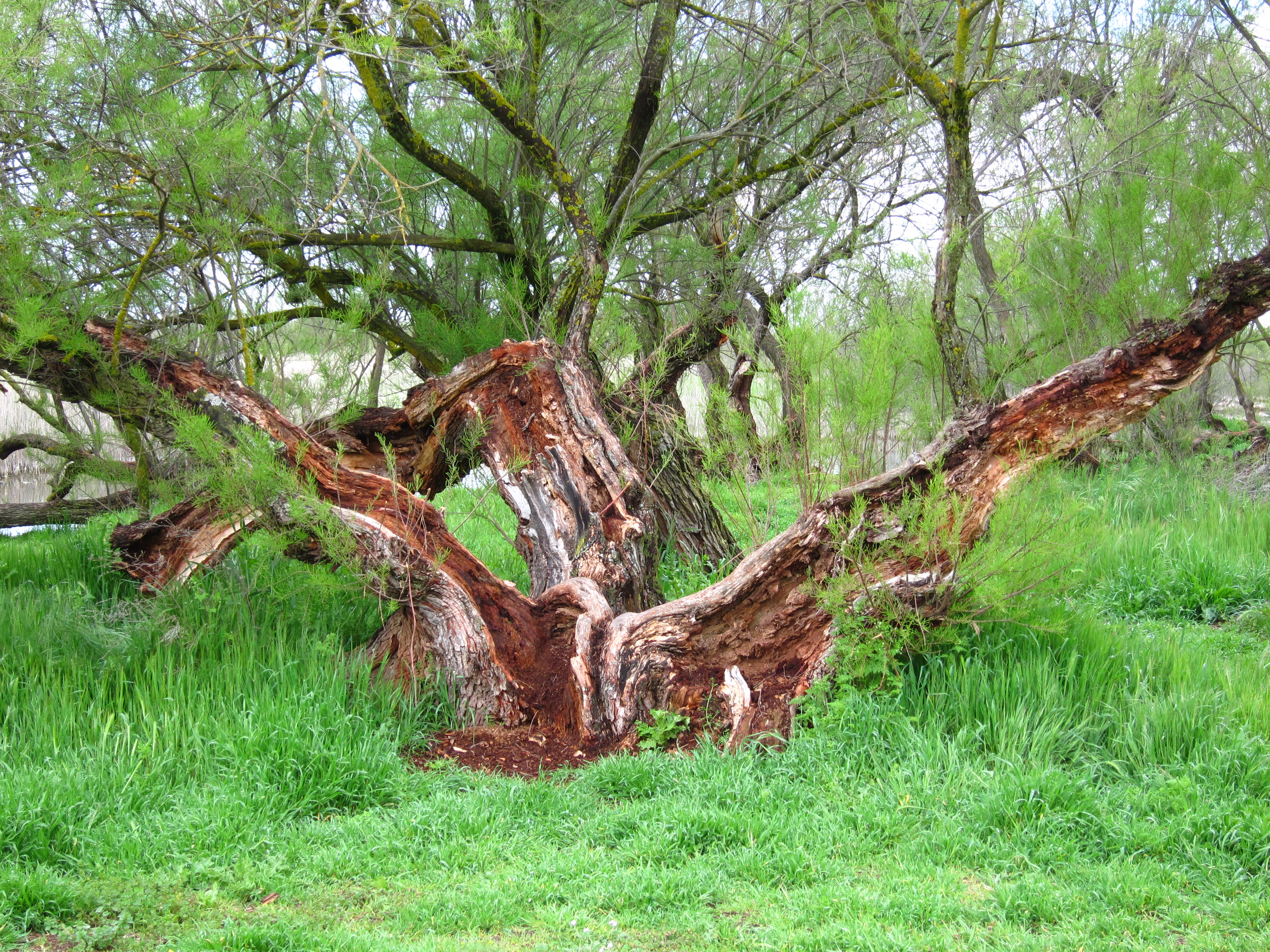
Tamariscos (Tamarix gallica)

As Tablas de Daimiel são um dos últimos exemplos de tablas fluviales (lit: "tábuas ou mesas fluviais", um ecossistema formado quando os rios transbordam dos seus leitos médios, devido a fenómenos semiendorreicos e à ausência de declives. O parque é um dos ecossistemas aquáticos mais importantes de Espanha devido à fauna e flora que nele habitam. Também tem grande importância para numerosas aves migratórias que por lá passam, como patos e gansos. Mais de 120 espécies de aves nidificam no parque.
O facto das Tablas serem formadas por águas de dois rios de com diferente grau de salinidade — a água do Cigüela é salobra e a aquífero 23, ou seja, do Guadiana, é completamente doce — contribui para a sua especial riqueza ecológica, onde diferentes tipos de fauna e flora encontram um ambiente que lhes é muito propício.[carece de fontes?]

### Flora
A água doce do Guadiana favorece o crescimento de caniçais de Phragmites australis, enquanto que a água salobra do Cigüela favorece o crescimento de vegetação aquática, principalmente junco-grande (Cladium mariscus), extremamente abundantes, formando o juncal mais extenso da Europa Ocidental. Nas áreas menos profundas há amplos grupos de taboas (género Typha), bunho (Scirpus lacustris), junça-maritima (Bolboschoenus maritimus) e juncos (género Juncus).[carece de fontes?]
Uma das formações vegetais mais característica do parque nacional são os prados de algas carófitas, constituídos por várias espécies da ordem Charales, como a Chara hispida, a Chara canescens e a Chara major, conhecidas localmente como ovas, e que em alguns locais formam um tapete quase contínuo que nos fundos inundados.[carece de fontes?]
Devido às duras condições de salinidade e períodos de inundação, o tamarisco (Tamarix gallica) é a única espécie arbórea que se encontra no interior da área húmida.[carece de fontes?]

### Fauna

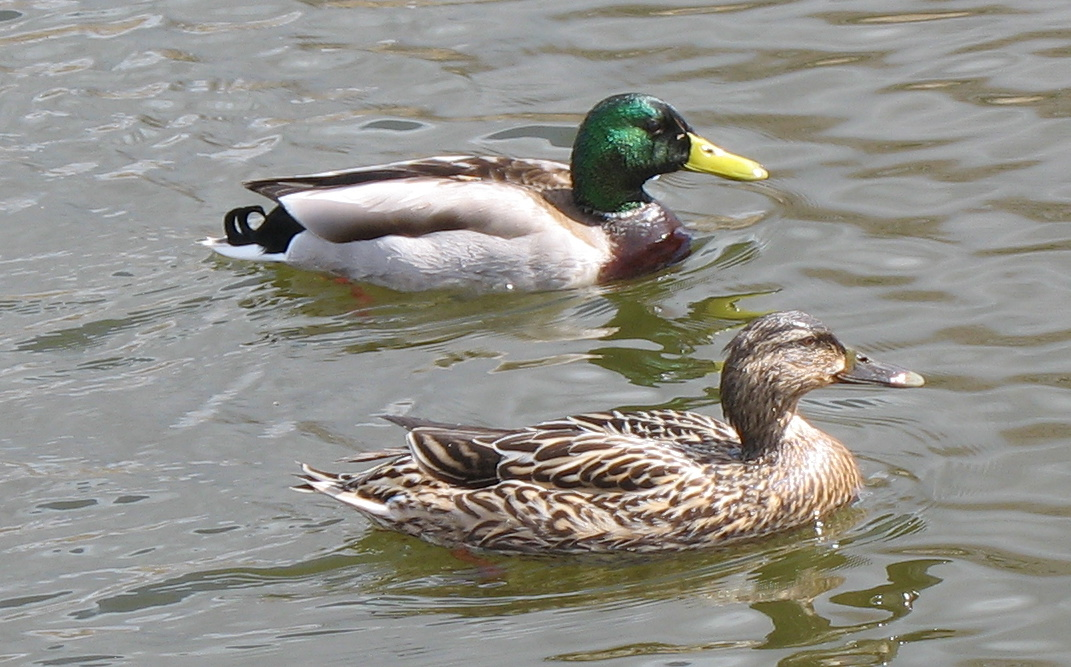
Casal de patos-reais (Anas platyrhynchos) nas Tablas

Nas aves migratórias destacam-se, entre outras a garça-vermelha (Ardea purpurea), a garça-cinzenta (Ardea cinerea), a garça-branca-pequena (Egretta garzetta), o socó-dorminhoco (Nycticorax nycticorax), o abetouro (Botaurus stellaris), o pato-de-bico-vermelho (Netta rufina), o pato-trombeteiro (Anas clypeata), a piadeira (Anas penelope), a marreca-arrebio (Anas acuta), a marrequinha-comum (Anas crecca), mergulhão-de-pescoço-castanho (Podiceps auritus), o mergulhão-de-pescoço-preto (Podiceps nigricollis), o pernalonga (Himantopus himantopus), a fuinha-dos-juncos (Cisticola juncidis), o chapim-de-bigodes (Panurus biarmicus) e a ógea (Falco subbuteo).[carece de fontes?]
No que se refere a fauna sedentária, cabe mencionar o lagostim de rio (Austropotamobius pallipes), que no passado foi muito abundante e fonte de receita para algumas famílias de Daimiel, mas atualmente está quase extinto no parque. A introdução de espécies exóticas, nomeadamente o lúcio (Esox lucius), colocou em perigo espécies autóctones  como o barbo (Barbus barbus) e o escalo (Squalius cephalus). Na primavera e no verão podem encontrar-se anfíbios e répteis como a rã-arborícola-europeia (ou rela; Hyla arborea), a rã-verde (Pelophylax perezi), o sapo-comum (Bufo bufo), a salamandra-de-fogo
(Salamandra salamandra) e cobras-de-água de colar (Natrix natrix) e viperina (Natrix maura).[carece de fontes?]
Entre os mamíferos destacam-se o tourão (Mustela putorius), a raposa-vermelha (Vulpes vulpes), a lontra-europeia (Lutra lutra), o rato-de-água (Arvicola sapidus) e, nas proximidades das lagoas, o coelho-europeu (Oryctolagus cuniculus), a lebre-do-cabo (Lepus capensis), a doninha-anã (Mustela nivalis) e o javali (Sus scrofa).[carece de fontes?]
Merecem também menção as seguintes aves, as quais são observáveis durante todo o ano: o tartaranhão-ruivo-dos-pauis (Circus aeruginosus), o galeirão-comum (Fulica atra), galinha-d'água (Gallinula chloropus), o pato-real (Anas platyrhynchos), a frisada (Anas strepera), o guarda-rios-comum (Alcedo atthis), o zarro-castanho (Aythya nyroca) e o zarro-negrinha (Aythya fuligula).[carece de fontes?]

## Visitantes e filmografia
| Evolução cronológica do número de visitantes do parque |
|                                                        |

Na série documental sobre vida selvagem O Homem e a Terra [es], produzida pela Televisión Española, dirigida pelo naturalista Félix Rodríguez de la Fuente e emitida originalmente entre 1974 e 1981, alguns episódios foram dedicados às Tablas de Daimiel.

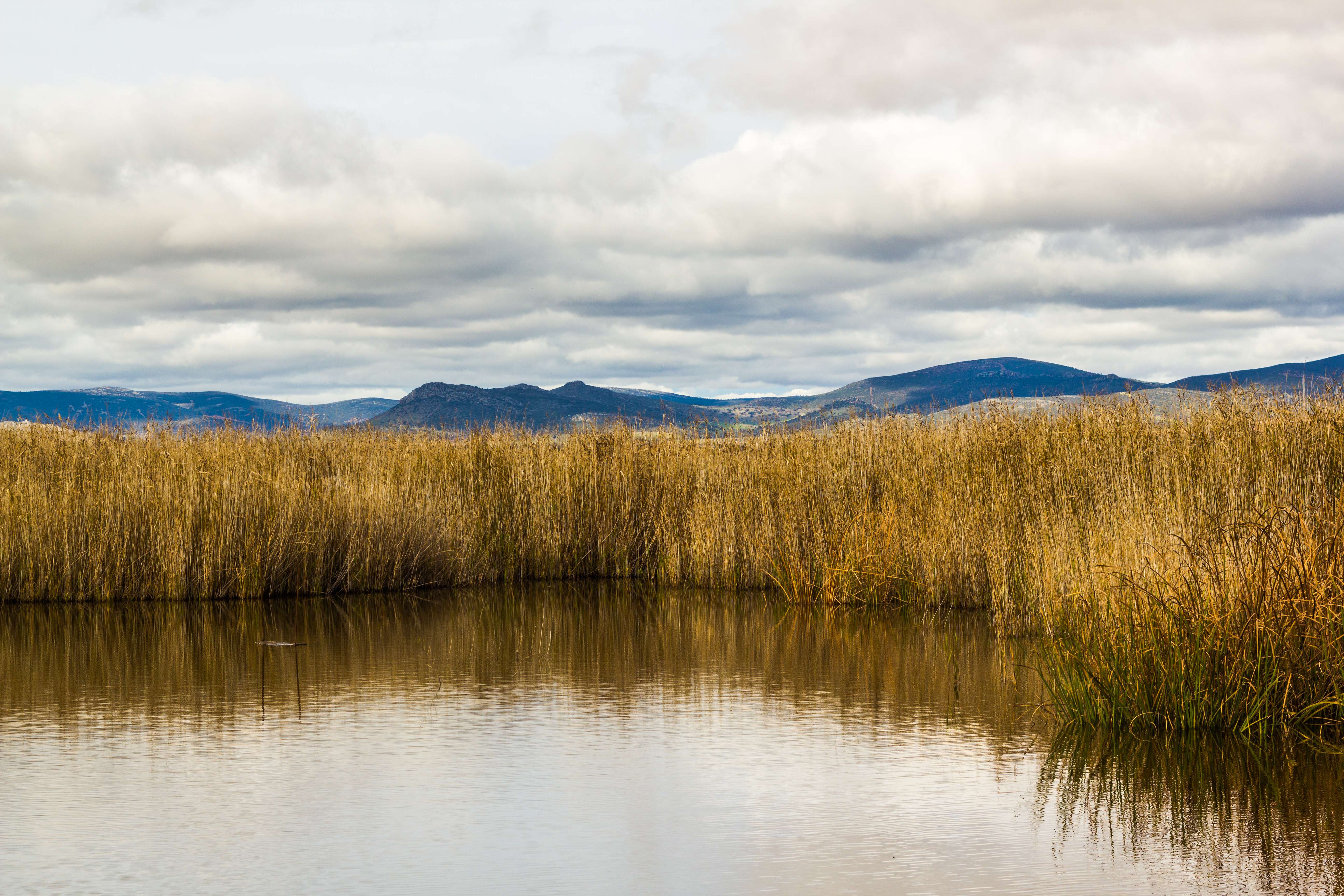
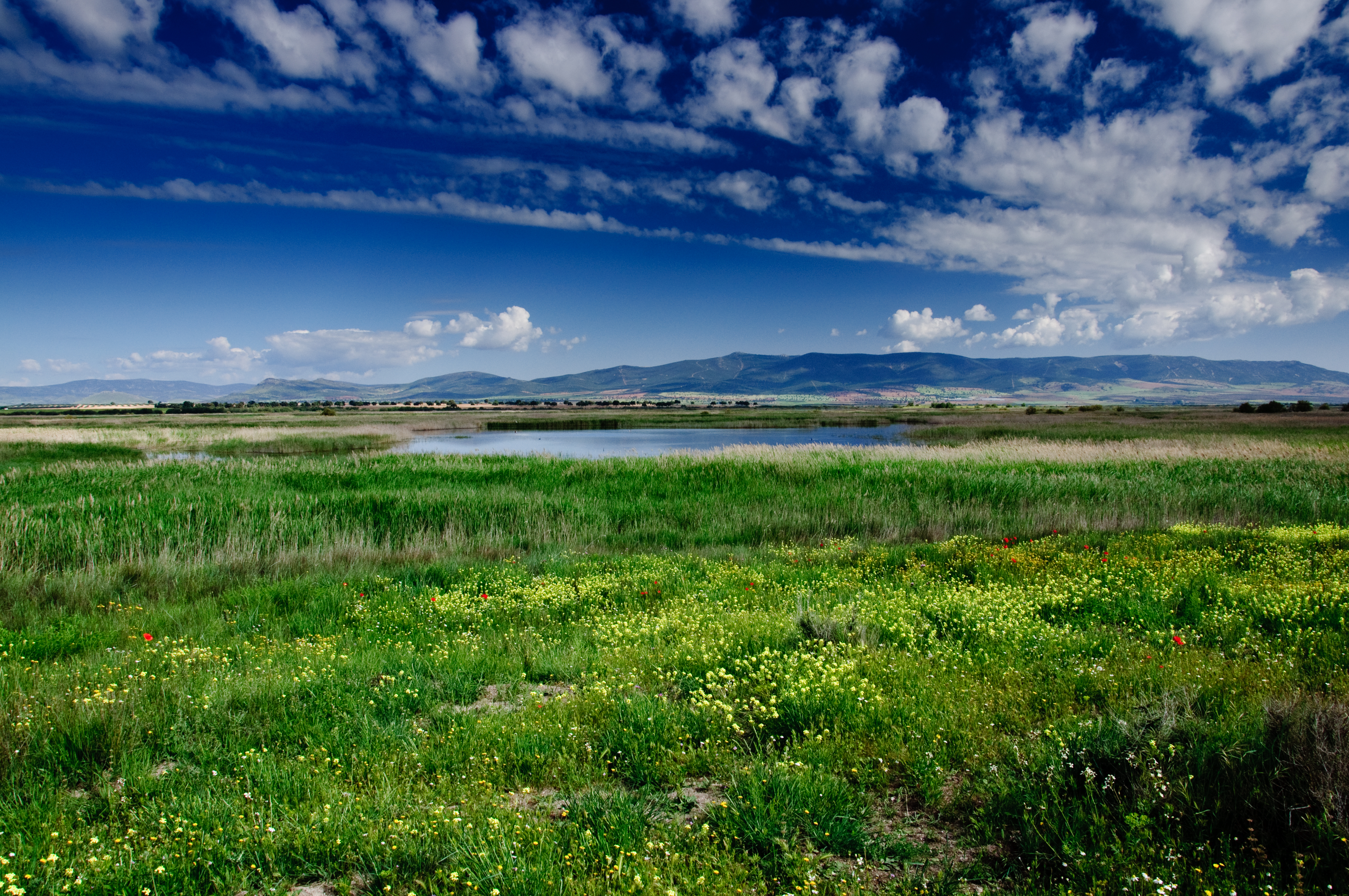
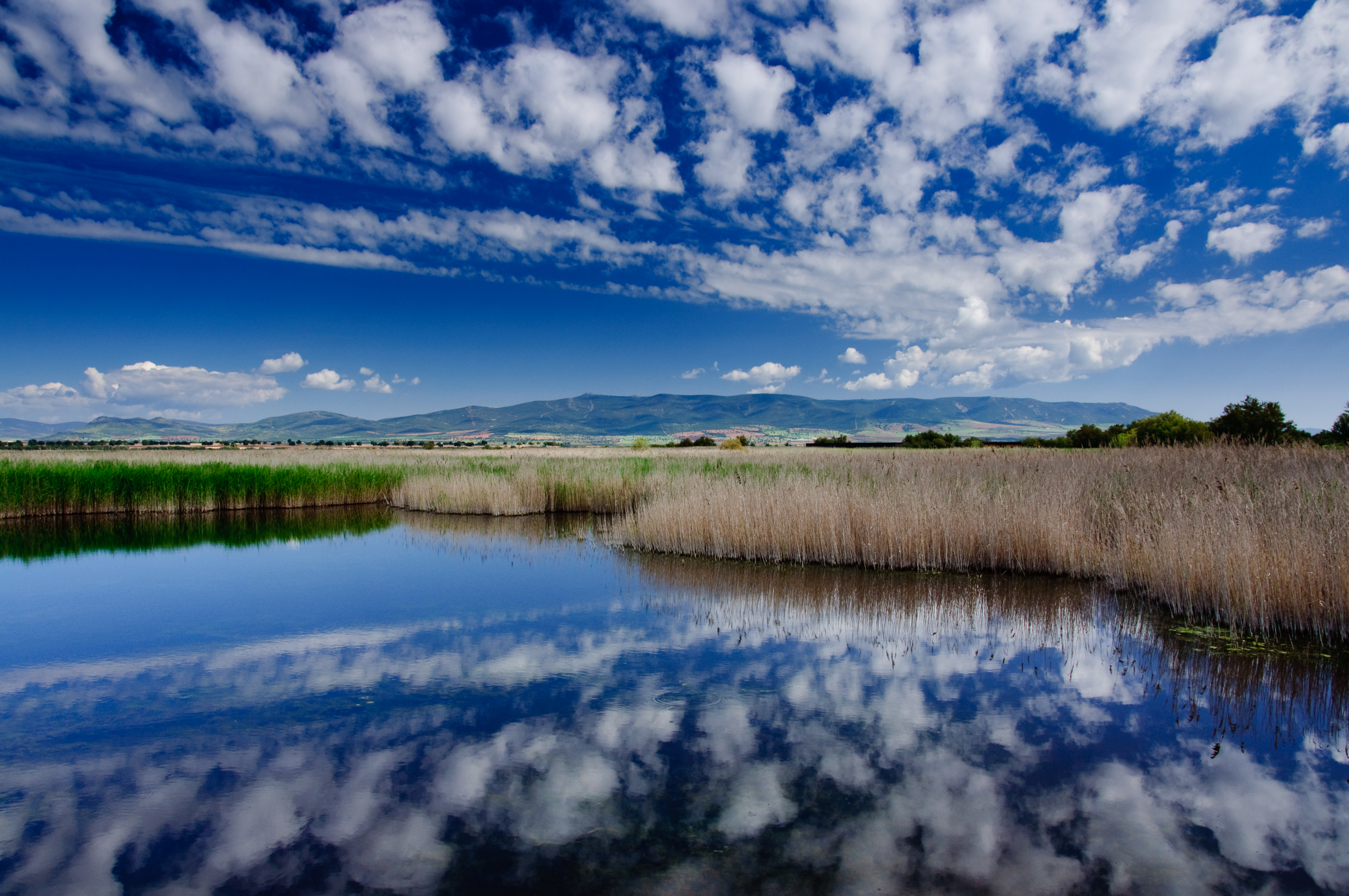
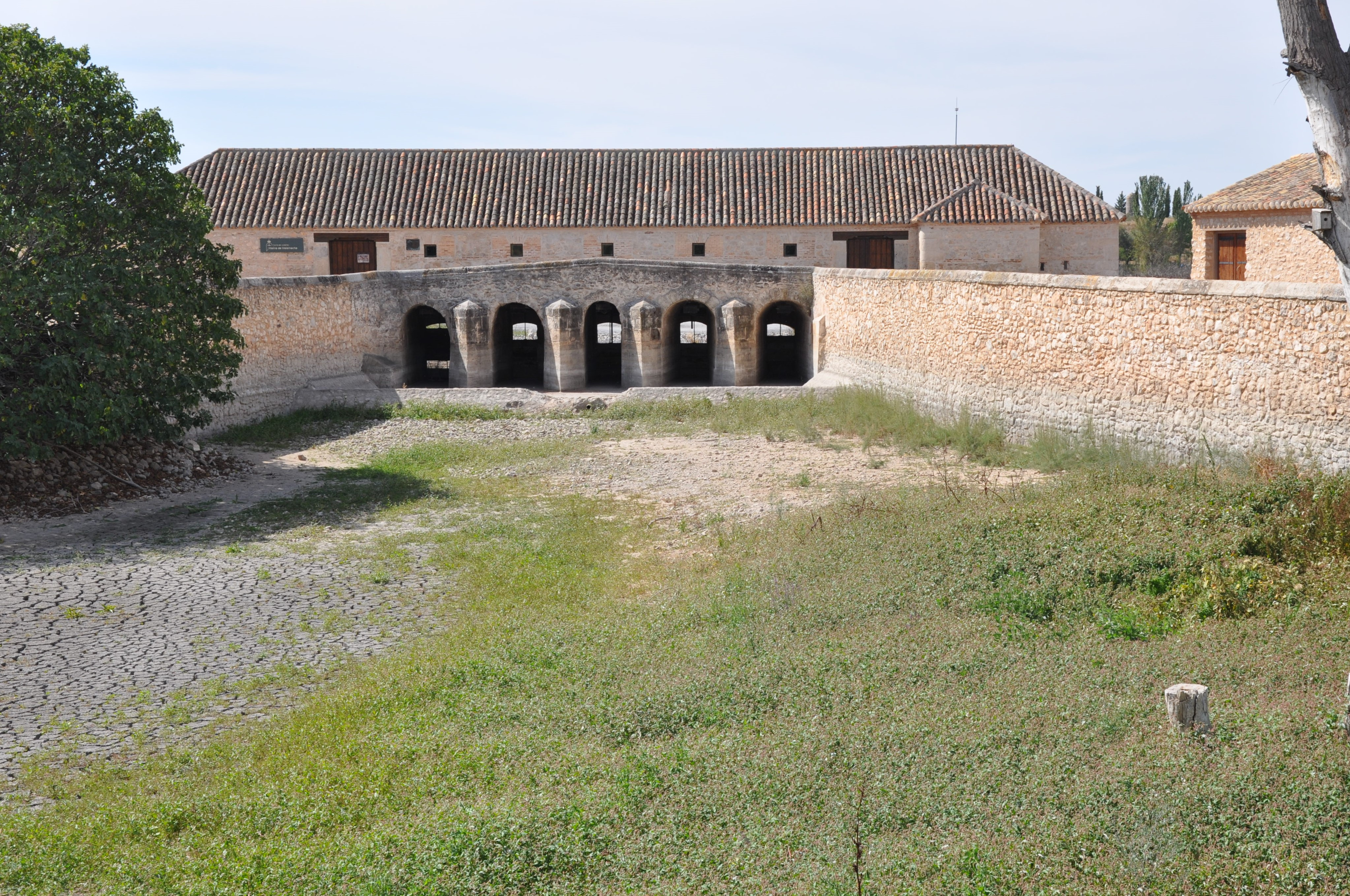